# ناحیه نتروکونه
ناحیه نتروکونه (به لاتین: Netrokona District) یک ناحیه در بنگلادش است که در استان میمن‌سینگ واقع شده‌است.

## خصوصیات
ناحیه نتروکونه ۲٬۷۹۴٫۲۸ کیلومترمربع مساحت و ۲٬۲۲۹٬۶۴۲ نفر جمعیت دارد.